# Ost-Ratekau
Ost-Ratekau war eine Gemeinde im oldenburgischen Fürstentum Lübeck im Amt Schwartau (im heutigen Kreis Ostholstein in Schleswig-Holstein).
Die Gemeinde Ost-Ratekau entstand am 1. November 1856 im Rahmen der Einführung einer neuen Gemeindeordnung für das Großherzogtum Oldenburg und umfasste die Dörfer Grammersdorf, Häven, Niendorf, Offendorf, Ovendorf, Warnsdorf und Wilmsdorf. 
Der Sitz der Verwaltung der Gemeinde Ost-Ratekau war zunächst Häven, später in Warnsdorf.
Am 1. Dezember 1910 hatte die Gemeinde Ost-Ratekau 1.302 Einwohner. 
Im Jahr 1934 wurde die Gemeinde Ost-Ratekau aufgrund des oldenburgischen Vereinfachungsgesetzes mit der Gemeinde West-Ratekau zur Gemeinde Ratekau zusammengelegt.